# Instituto Max Planck de Química
El Instituto Max Planck de Química (Instituto Otto Hahn; en alemán: Max Planck Institut für Chemie - Otto Hahn Institut) es un instituto de investigación no universitario auspiciado por la Sociedad Max Planck (en alemán: Max-Planck-Gesellschaft) en Maguncia, Alemania. Se creó como Instituto Kaiser Wilhelm de Química en 1911 en Berlín.
La investigación en el Instituto Max Planck de Química de Maguncia tiene como objetivo la comprensión integral de los procesos químicos en el sistema terrestre, en particular en la atmósfera y la biosfera. Las investigaciones abordan una amplia gama de interacciones entre el aire, el agua, el suelo, la vida y el clima en el curso de la historia de la Tierra hasta la época actual impulsada por el hombre, el Antropoceno. El instituto consta de cinco departamentos científicos (Química Atmosférica, Geoquímica del Clima, Biogeoquímica, Química Multifásica y Química de Partículas) y otros grupos de investigación. Los departamentos están dirigidos independientemente por sus directores.

## Investigación
El instituto consta de cinco departamentos científicos y grupos de investigación adicionales.
- Departamento de Química Atmosférica: El Departamento de Química Atmosférica, dirigido por el Prof. Dr. Jos Lelieveld, se centra en el estudio del ozono y otros fotooxidantes atmosféricos, sus reacciones químicas y ciclos globales. Los investigadores utilizan investigaciones cinéticas y fotoquímicas de laboratorio, mediciones in situ y por teledetección. El departamento de Química Atmosférica también desarrolla modelos numéricos para describir los procesos meteorológicos y químicos en la atmósfera, simular las complejas interacciones atmosféricas y comprobar la teoría mediante campañas de medición (en tierra o por barco, avión, satélite). Grupos de investigación:

- Procesos reactivos (John Crowley)
- Espectroscopia óptica (Horst Fischer)
- Mediciones de radicales (Hartwig Harder)
- Especies reactivas orgánicas (Jonathan Williams)
- Modelización numérica (Andrea Pozzer)

- Departamento de Biogeoquímica: El Departamento de Biogeoquímica del Prof. Dr. Meinrat O. Andreae se centra en el intercambio y las interacciones de gases traza y aerosoles entre la biosfera y la atmósfera, con especial atención a la región amazónica. Para estudiar estos procesos utilizan investigaciones de laboratorio, mediciones de campo y modelos numéricos. Los temas de investigación son: intercambio de gases traza química y climáticamente importantes entre el sistema suelo/vegetación y la atmósfera, formación de partículas de aerosol y sus efectos en el clima, impacto de los incendios de vegetación en la ecología y la contaminación atmosférica, y los cambiantes ciclos globales de los elementos traza.
- Departamento de Geoquímica del Clima: El Prof. (ETHZ) Dr. Gerald H. Haug y su equipo exploran el sistema clima-océano-atmósfera desde escalas de tiempo anuales hasta geológicas. El Cenozoico (los últimos 65 millones de años) reviste especial interés. Investigan los cambios en los procesos internos de retroalimentación, por ejemplo, las interacciones entre el océano y la atmósfera, el transporte de calor oceánico o su estado de nutrientes. Además, los científicos estudian los procesos biogeoquímicos en los océanos polares y su papel en la regulación de la concentración atmosférica de CO2 entre épocas glaciales y periodos más cálidos. Para ello, examinan archivos geológicos como sedimentos del océano abierto y espeleotemas. El departamento opera el velero de investigación S/Y Eugen Seibold. Grupos de investigación:

- Biogeoquímica isotópica (Stephen Galer)
- Investigación paleoclimática (Klaus P. Jochum)
- Geoquímica de isótopos orgánicos (Alfredo Martínez-García)
- Bases de datos geosientificas (Bärbel Sarbas)
- Micropaleontología (Ralf Schiebel)
- Geoquímica de isótopos de gases inorgánicos (Hubert Vonhof)

- Departamento de Química Multifásica: El departamento del Prof. Dr. Ulrich Pöschl se ocupa de los procesos multifásicos a nivel molecular y su impacto a escala macroscópica y global. En lo que respecta al Sistema Tierra y la investigación climática, se centran en los aerosoles biológicos y orgánicos, las interacciones aerosol-nube y los procesos de intercambio en la superficie atmosférica, mientras que en el campo de las ciencias de la vida y la salud, los investigadores estudian el cambio de las macromoléculas proteicas contaminación atmosférica y cómo afecta a las reacciones alérgicas y las enfermedades. Grupos de investigación:

- Análisis e interacciones biomoleculares (J. Fröhlich)
- Contaminantes orgánicos y exposición (G. Lammel)
- Procesos inflamatorios (K. Lucas)
- Análisis de aerosoles y microscopía (C. Pöhlker)
- Interacciones multiescala e integración (U. Pöschl)
- Interacciones entre aerosoles, nubes y superficies (H. Su)
- Comunidades y procesos microbianos (B. Weber)
- Cinética química multifásica y mecanismos de reacción (T. Berkemeier)

- Departamento de Química de Partículas: El departamento está dirigido por el Prof. Dr. Stephan Borrmann. Aquí se estudian las propiedades físicas y la composición química de los aerosoles atmosféricos y las partículas de las nubes mediante experimentos de laboratorio (por ejemplo, en un túnel de viento vertical), mediciones en estaciones terrestres y en colinas y en instalaciones de medición móviles (aviones). Además, se analizan partículas extraterrestres mediante mediciones isotópicas, como granos presolares de meteoritos y cometas. Grupos de investigación:

- Análisis instrumental de aerosoles (Frank Drewnick)
- NAMIP - Investigación sobre nanopartículas y micropartículas (Peter Hoppe)
- Química de aerosoles y nubes (Johannes Schneider)
- Hidrometeoros atmosféricos (Miklós Szakáll y Karoline Diehl)
- Física de aerosoles y nubes (Stefan Borrmann, Ralf Weigel y Jacob Fugal)
- AEROTROP (Christiane Voigt)

- Más grupos de investigación: En diciembre de 2016 había cuatro grupos de investigación adicionales en el instituto: El grupo Minerva, dirigido por el Dr. Yafang Cheng. Se ocupan de la interacción de los aerosoles y la calidad del aire regional. El Dr. Mikhail Eremets estudia la materia a altas presiones. El Prof. Dr. Thomas Wagner y su Grupo de Investigación por Satélite analizan los datos de los satélites para extraer conclusiones sobre los gases traza troposféricos y estratosféricos. El grupo "Paleoclimas terrestres", dirigido por la Dra. Kathryn Fitzsimmons, utiliza loess de Eurasia como archivos climáticos para obtener información sobre climas pasados.
- En 2010 se cerró el departamento de Geoquímica (que dirigía el Prof. Albrecht W. Hofmann) y los grupos de trabajo científicos se integraron en el departamento de Biogeoquímica. Este departamento llevaba a cabo investigaciones sobre procesos geológicos a gran escala, como la formación de costras continentales y oceánicas, la diferenciación química del manto terrestre y la circulación de los océanos actuales y antiguos. Los científicos utilizaron mediciones por espectrometría de masas de las abundancias isotópicas para determinar la edad absoluta de las rocas. También utilizaron las abundancias isotópicas y los contenidos de oligoelementos para determinar el origen de la lava volcánica del manto o la corteza terrestre y estudia los procesos a largo plazo utilizados por el manto terrestre para reciclar la corteza antigua.[1]

## Historia

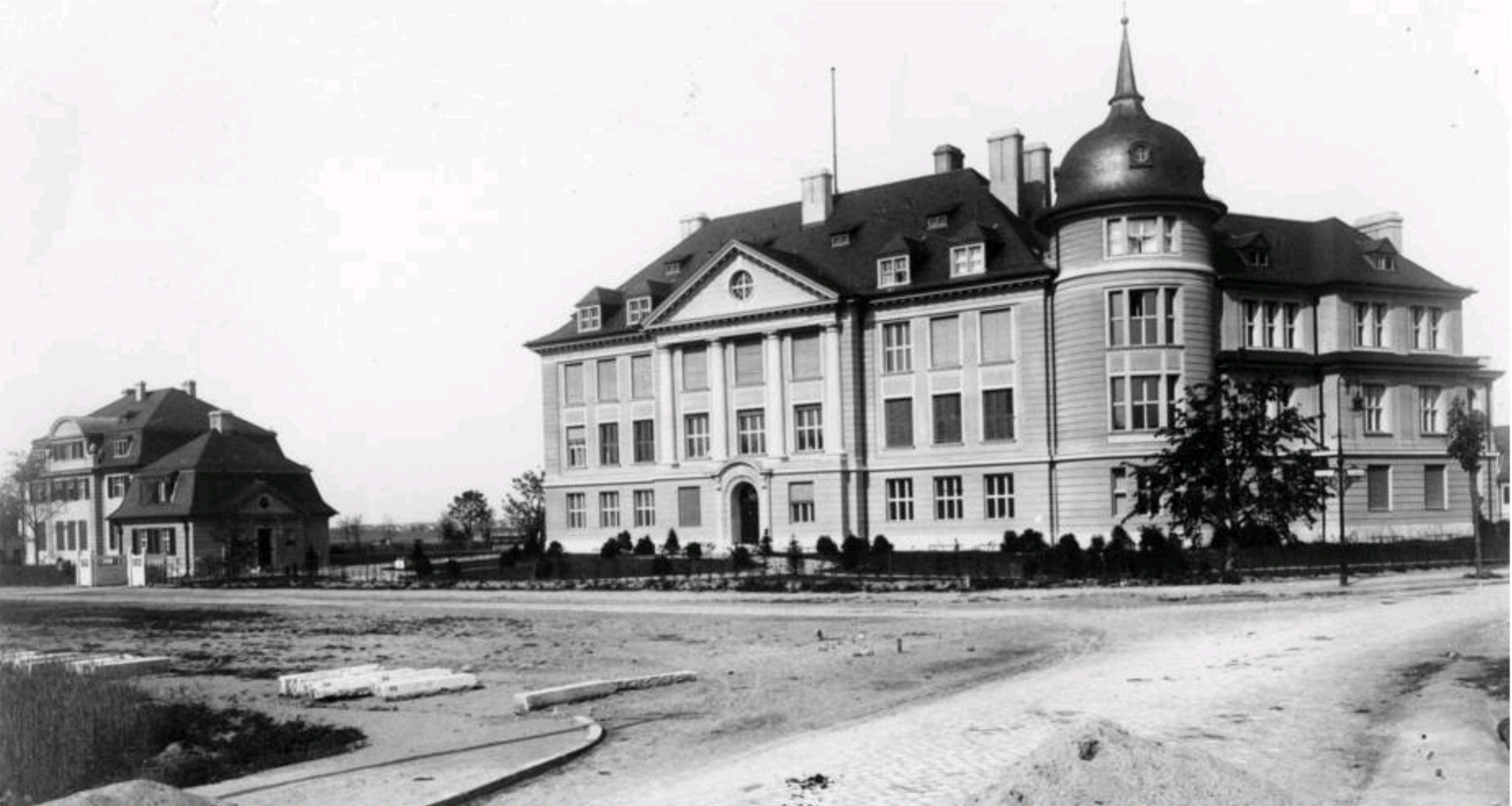
K.W.Institute (1911).

El instituto fue fundado como Instituto Kaiser Wilhelm de Química en Berlín Dahlem en 1911. El director fundador fue Ernst Beckmann (1853-1923), quien también dirigió el Departamento de Química Física e Inorgánica. El Departamento de Química Orgánica estaba dirigido por Richard Willstatter (1872-1942), quien ganó el Premio Nobel de Química en 1915 por su trabajo sobre pigmentos vegetales. El trabajo en equipo de Otto Hahn (1879-1968), Lise Meitner (1878-1968) y Fritz Straßmann (1902-1980) condujo al descubrimiento de la fisión nuclear en diciembre de 1938. Otto Hahn fue director del instituto de 1928 a 1946. Recibió el Premio Nobel de Química en 1944.
Durante la guerra, en 1944, el edificio del Instituto sufrió graves daños como consecuencia de los bombardeos aéreos, incluido un ataque el 15 de febrero cuyo objetivo era interrumpir los trabajos del programa alemán de armas nucleares.  Todo lo que no había sido destruido se almacenó entonces en una fábrica textil cerrada en Tailfingen, Württemberg (actual Albstadt), donde el Instituto continuó durante un tiempo el trabajo que había iniciado en Berlín.
Después de la Segunda Guerra Mundial, el instituto se trasladó en 1949 al campus de la Universidad Johannes Gutenberg de Maguncia . En 1948, la Sociedad Kaiser Wilhelm fue reestructurada y pasó a llamarse Sociedad Max Planck, el instituto también pasó a llamarse Instituto Max Planck de Química (1949). Para adaptarse a la evolución de las necesidades científicas, las actividades de investigación del instituto cambiaron varias veces a lo largo de los años. Si en los primeros años se practicaba la química clásica, más tarde se centró en la radioquímica, la cosmoquímica, la física nuclear y la espectrometría de masas. En la actualidad, el Instituto Max Planck de Química se centra en la comprensión científica integral de los procesos químicos del sistema terrestre, desde la escala molecular hasta la global.

## Galardonados con el Nobel del Instituto
- Richard Willstätter, director desde 1912 hasta 1916. En 1915 recibió el Premio Nobel de Química por sus investigaciones sobre los colorantes vegetales, principalmente la clorofila. Descubrió, entre otras cosas, que la estructura del tinte verde presenta una similitud significativa con la estructura del pigmento rojo de la sangre, la hemoglobina.
- Otto Hahn, director del departamento de investigaciones radiactivas desde 1912 hasta 1948, desde 1928 hasta 1946 director general del instituto. La investigación conjunta de Otto Hahn, Lise Meitner y Fritz Straßmann sobre los elementos transuránicos condujo al descubrimiento de la fisión nuclear en 1938. En 1945 Otto Hahn recibió por ello el Premio Nobel.
- Paul J. Crutzen, director del Departamento de Química Atmosférica desde 1980 hasta 2000, Premio Nobel de Química 1995 por las investigaciones sobre la formación y destrucción del ozono en la atmósfera.

## Personal
A principios de 2014 trabajaban en el instituto unas 300 personas, entre ellas 77 científicos, 122 científicos junior y 11 becarios (taller mecánico y electrónica).

## Escuela de Postgrado Max Planck (MPGS)
La Escuela de Postgrado Max Planck (MPGS) de Química del MPI ofrece un programa de doctorado en química y física atmosféricas, física medioambiental y geofísica. El programa debe permitir a los estudiantes de doctorado ampliar sus conocimientos y habilidades más allá del tema de investigación del proyecto de doctorado visitando diferentes conferencias, talleres, cursos de habilidades, un Simposio de Doctorado anual y escuelas de verano. Fue creado por la Sociedad Max Planck en enero de 2003. La Escuela de Postgrado colabora estrechamente con la Universidad de Maguncia (Instituto de Física de la Atmósfera), la Universidad de Heidelberg (Instituto de Física Medioambiental) y la Universidad de Fráncfort (Instituto de Ciencias Atmosféricas y Medioambientales).

## Directores del instituto

### Instituto Kaiser Wilhelm de Química
- 1912 Ernst Beckmann
- 1912 - 1916 Ricardo Willstätter
- 1912 - 1948 Otto Hahn
- 1916 - 1926 Alfredo Stock

### Instituto Max Planck de Química
- 1949 - 1953 Fritz Strassmann
- 1941 - 1965 José Mattauch
- 1953 - 1958 Federico A. Paneth
- 1959 - 1978 Heinrich Hintenberger
- 1959 - 1978 Hermann Wäffler
- 1967 - 1996 Heinrich Wanke
- 1968 - 1979 Christian Junge
- 1978 - 1995 Federico Begemann
- 1980 - 2000 Paul J. Crutzen
- 1980 - 2007 Alberto W. Hofmann
- 1987 Meinrat O. Andreae
- 1996 Günter W. Lugmair
- 2000 Johannes Lelieveld
- 2001 Stephan Borrmann
- 2014 Ulrich Pöschl
- 2015 Gerald Haug (director general desde 2018)

## Proyectos colaborativos
- La Asociación para la Investigación del Sistema Tierra (ESRP) aúna la excelencia investigadora de distintas disciplinas para comprender el funcionamiento de la Tierra como sistema complejo y mejorar la predictibilidad de los efectos de la acción humana. Engloba los Institutos Max-Planck de Biogeoquímica de Jena, de Química de Maguncia y de Meteorología de Hamburgo. En el último siglo se han producido cambios notables en el clima, la calidad del aire, la biodiversidad y la disponibilidad de agua. Se prevén cambios mayores y potencialmente más rápidos. Para encontrar soluciones a los retos que plantean estos cambios, el ESRP estudia las complejas interacciones y retroalimentaciones de la tierra, el océano, la atmósfera, la biosfera y los seres humanos sobre el terreno, en el laboratorio y mediante modelos.
- ATTO: "ATTO" significa Observatorio Amazónico de Torres Altas. El proyecto conjunto germano-brasileño se puso en marcha en 2009 y está coordinado por el Instituto Max Planck de Química. El objetivo de la torre es obtener resultados pioneros que sirvan de base para mejorar los modelos climáticos. Con una altura de 300 metros, la torre ampliará la capa límite a nivel del suelo y proporcionará información tomada de aproximadamente 100 kilómetros cuadrados de la mayor zona forestal del mundo. ATTO es la contrapartida de la torre ZOTTO, terminada en 2006, que se levanta en Siberia y en la que también participa el Instituto Max Planck de Química. ATTO se integrará en una estructura existente de torres de medición brasileñas más pequeñas. El coste de la construcción de ATTO, incluidos los cinco primeros años de funcionamiento, se estima en 8,4 millones de euros, que serán financiados a partes iguales por Alemania y Brasil.
- HALO: HALO: El High Altitude and LOng Range Research Aircraft es un avión de investigación para la investigación atmosférica y la observación de la Tierra de la comunidad científica alemana. HALO está financiado por el Ministerio Federal de Educación e Investigación, la Helmholtz-Gemeinschaft y la Max-Planck-Gesellschaft.
- IBBI: Iniciativa Interdisciplinaria de Quema de Biomasa (IBBI)
- CARIBIC: Investigación sobre la Composición Atmosférica Global y el Cambio Climático SOLUCIÓN EUROPEA PARA LA MONITORIZACIÓN GLOBAL DE LA ATMÓSFERA. CARIBIC es un proyecto científico innovador para el estudio y seguimiento de importantes procesos químicos y físicos de la atmósfera terrestre. Se realizan mediciones detalladas y exhaustivas durante vuelos de larga distancia. Desde octubre de 2015, el proyecto CARIBIC se ha trasladado al Instituto de Tecnología de Karlsruhe y al Instituto de Meteorología e Investigación Climática - Gases Traza Atmosféricos y Teledetección.

## Bases de datos
El instituto proporciona cuatro bases de datos que brindan información sobre 
1) materiales de referencia de interés geológico y ambiental (GeoReM),
2) rocas volcánicas y xenolitos del manto (GEOROC),
3) secciones transversales de absorción UV/VIS, y 
4) Constantes de la ley de Henry.